# Hörning (Breddin)
Hörning ist ein Wohnplatz von Breddin im Landkreis Ostprignitz-Ruppin in Brandenburg.

## Geografie
Der Ort liegt drei Kilometer südsüdöstlich von Breddin auf der Gemarkung von Sophiendorf. Die Nachbarorte sind Sophiendorf im Nordosten, Lohm im Osten, Voigtsbrügge im Südosten, Waldfrieden im Südwesten, Kümmernitz im Westen sowie Breddin-Abbau im Nordwesten.